# 乳房钳

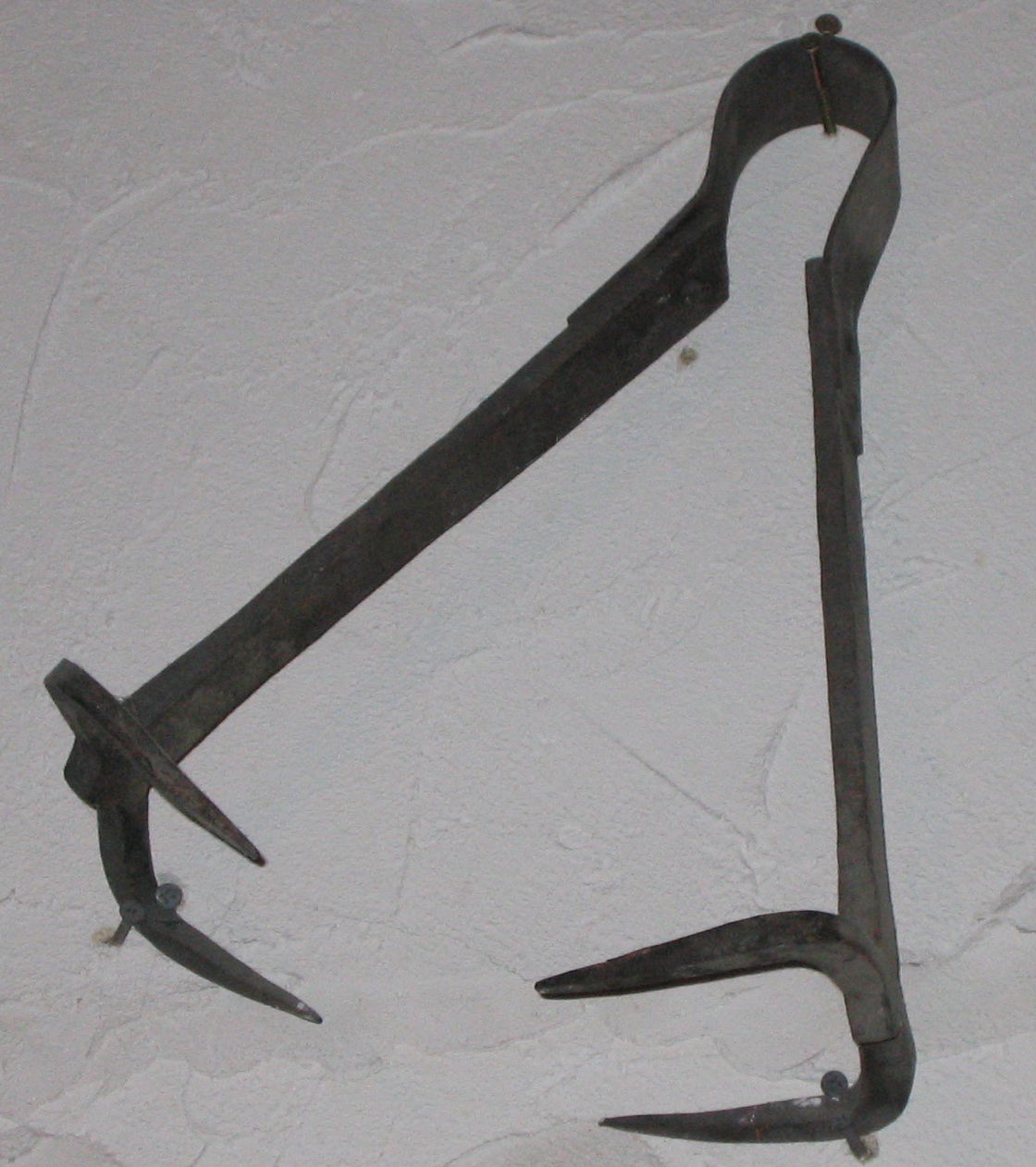

乳房钳是一个古老的审讯和酷刑装置，用来惩罚那些被指控异端亵渎神明、通奸、人工流产或其他犯罪的女性。作为一种惩罚妇女的方式，乳房钳是一个痛苦且残忍的残害妇女的方法。乳房钳是一个金属爪，将绑在墙上的受害者暴露在外的乳房刺穿，然后强行向外拉，切碎乳房，使用的爪子或烧热或放置冰块。